# 第三波 (書)
《第三波》或《第三次浪潮》（英語：The Third Wave），是美國未來學家阿尔文·托夫勒（Alvin Toffler）于1980年出版的著作，為《未來的衝擊》之續集。
阿尔文·托夫勒在書中描述在已開發國家從工業時代（他在書中將工業時代稱為是「第二波」）到第三波信息时代的演變。

## 托夫勒的理論
托夫勒在書中提到三種不同的社會，他也提到「波」的理論，每一波都用新的潮流取代較舊的社會及文化。
- 第一波是新石器革命，從狩獵採集轉變到農業社會。
- 第二波是工業化社會，從歐洲的工業革命開始，之後擴展到世界各地。工業化社會的核心概念是核心家庭、類似工廠的教育系統，以及公司組織（英语：corporation）。托夫勒提到：「第二波社會是工業化社會，以大量生產、大量分布、大量消費、大量教育、大眾媒體、大眾休閒、大眾娛樂及大规模杀伤性武器。你可以將這些和标准化、中央化、集中化及同步化加在一起，所得到的組織就是官僚制。」
- 第三波是後工業社會，托夫勒認為自1950年代後，大部份的國家都開始從第二波社會進入第三波社會。托夫勒為此創造了許多新詞，也用了許多別人發明的詞來描述此一概念，例如信息时代。

## 出版號
原文本
- ISBN 0-517-32719-8（精裝本）
- ISBN 0-553-24698-4（平裝本）

中文本
- ISBN 978-957-131-179-1（時報文化，1994年）

## 外部連結
- A Good Summary Of The Book （页面存档备份，存于）
- Booknotes interview with Alvin and Heidi Toffler on Creating a New Civilization: The Politics of the Third Wave, April 16, 1995.